# File Manager (Windows)
File Manager (Quản lý Tập tin) là một chương trình quản lý tập tin đi kèm theo các phiên bản Microsoft Windows từ năm 1990, cho tới năm 1999. và có sẵn từ ngày 6 tháng 4 năm 2018 dưới dạng tải xuống tùy chọn cho tất cả các bản phát hành hiện đại của Windows, bao gồm cả Windows 10.
Nó sở hữu một giao diện đồ hoạ đơn giản, thay thế cho giao diện dòng lệnh của MS-DOS, để quản lý các tập tin (sao chép, di chuyển, mở, xóa, tìm kiếm,...). Mặc dù File Manager được bán kèm trong Windows 95, Windows NT 4.0 và một số phiên bản sau đó, Windows Explorer (sau này là File Explorer) cũng được giới thiệu thêm để làm trình quản lý tệp chính, với quản lý tệp thông qua chế độ xem 2 khung khác với File Manager, kích hoạt bằng cách nhấp đôi vào biểu tượng "My Computer".

## Tổng quan
Giao diện của chương trình cho thấy một danh sách các thư mục trên bảng điều khiển bên trái và một danh sách các nội dung của thư mục hiện tại trên bảng điều khiển bên phải. Trình quản lý tập tin cho phép người dùng tạo, đổi tên, di chuyển, in, sao chép, tìm kiếm và xóa các tệp tin và thư mục, cũng như thiết lập các quyền hạn (thuộc tính) như lưu trữ, chỉ đọc, ẩn hoặc hệ thống và liên kết tệp Loại với các chương trình. Người dùng cũng được cấp sẵn các công cụ để đổi tên và định dạng đĩa, quản lý các thư mục để chia sẻ tập tin và để kết nối đến một ổ đĩa mạng. Trên các hệ thống Windows NT, người dùng cũng có thể thiết lập ACLs trên các tập tin và thư mục trên các phân vùng NTFS thông qua hộp thoại cấu hình bảo mật shell32 (cũng được sử dụng bởi Explorer và các trình quản lý tệp khác của Windows). Trên ổ đĩa NTFS, các tập tin cá nhân hoặc toàn bộ các thư mục có thể được nén hoặc mở rộng.
Phiên bản File Manager của Windows NT cho phép người dùng thay đổi thư mục, tệp tin, mạng cục bộ, và quyền người dùng.
Từ Windows 95 và Windows NT 4.0 trở đi, Trình quản lý tệp đã bị Windows Windows Explorer thay thế. Tuy nhiên, tập tin chương trình WINFILE.EXE vẫn còn tồn tại trên Windows 95, 98 Windows 98 và Windows Me (16-bit), và Windows NT 4.0 (32-bit). Phiên bản 32-bit cuối cùng của WINFILE.EXE (mã build 4.0.1381.318) được phân phối như là một phần của Windows NT 4.0 Service Pack 6a (SP6a). Còn phiên bản 16-bit cuối cùng của WINFILE.EXE (mã build 4.90.3000) được phân phối như là một thành phần của hệ điều hành Windows Me.
Ian Ellison-Taylor là nhà phát triển shell trên nhóm Windows 3.1 chịu trách nhiệm về File Manager và Print Manager.
Microsoft đã phát hành mã nhị phân và mã nguồn trên GitHub vào năm 2018, được cấp phép theo Giấy phép MIT.

## Các phiên bản

### 16-bit

Giao diện File Manager trên Windows 3.x

Phiên bản gốc của File Manager là một chương trình 16-bit hỗ trợ các tên tệp tin 8.3 được sử dụng tại thời điểm đó.
Nó không hỗ trợ các phần mở rộng có sẵn trong Windows 95 - bao gồm các tên tập tin dài và tên tập tin có chứa dấu cách. Thay vào đó, nó sẽ chỉ hiển thị sáu ký tự đầu tiên theo sau bởi một ký tự dấu ngã "~" và một con số, thường là 1. Nó thêm các số (2, 3, v.v...) sau dấu ngã nếu có nhiều hơn một tên tệp có cùng ký tự đầu tiên tồn tại trong cùng một thư mục.
Phiên bản 16-bit được phân phối với các bản cài đặt Windows 3.1x và Windows for Workgroups 3.1x đã gặp vấn đề Y2K do mối tương quan lexicograph giữa các biểu diễn ngày và bộ ký tự ASCII, đáng ra phải ghi là '2000' thì nó lại dùng dấu chấm và chấm phẩy để thay thế. Microsoft đã phát hành một cập nhật sửa chữa lỗi trên cho tất cả các môi trường Windows 3.1x.

### Windows NT
File Manager đã được viết lại dưới dạng chương trình 32-bit cho Windows NT. Phiên bản mới này đã xử lý đúng tên tệp dài cũng như các hệ thống tệp NTFS. Nó đi kèm trong Windows NT 3.1, 3.5, 3.51 và 4.0.

### Windows 10
Vào ngày 6 tháng 4 năm 2018, Microsoft đã phát hành mã nhị phân và mã nguồn, được cấp phép theo Giấy phép MIT, cho phiên bản cải tiến của Trình quản lý tệp có thể chạy trên Windows 10. Phiên bản này bao gồm các thay đổi như khả năng biên dịch trong các phiên bản hiện đại của Visual Studio, khả năng biên dịch dưới dạng ứng dụng 64 bit và nhiều cải tiến về khả năng sử dụng. Microsoft cũng đã phát hành ứng dụng này trong Microsoft Store miễn phí vào cuối tháng 1 năm 2019.